# Ferenc Németh (narciarz)
Ferenc Németh (ur. 26 września 1894 w Budapeszcie, zm. w sierpniu 1977) – węgierski biegacz narciarski, olimpijczyk.

## Występy na IO
| Rok  | Igrzyska olimpijskie | Konkurencja   | Wyniki       |
| 1924 | Chamonix 1924        | bieg na 50 km | 20. miejsce  |
| 1928 | Sankt Moritz 1928    | bieg na 18 km | nie ukończył |